# Kristen Nygaard Kristensen
Kristen Nygaard Kristensen (Sunds, 9 settembre 1949) è un allenatore di calcio ed ex calciatore danese, di ruolo attaccante.

## Carriera
Iniziò a giocare nelle giovanili dell'Holstebro BK.
Si trasferisce poi nel IHF Aarhus con la quale riesce a segnare 25 reti in 22 presenze nella prima stagione, portando la squadra nella seconda divisione del campionato danese, ed ottenendo la convocazione in Nazionale per i Giochi Olimpici del 1972, torneo in cui segno un gol.
Nell'ottobre del 1972 passa in Eredivisie nell'AZ Alkmaar dove la sua permanenza dura dieci anni, riuscendo negli ultimi due a vincere il campionato olandese per la prima volta e arrivare nella finale della Coppa UEFA (poi persa contro l'Ipswich Town).
Alla fine della sua carriera decise di passare nel campionato francese, al Nîmes Olympique, per poi finire in club più piccoli.
Dopo il ritiro dall'attività agonistica allenò il Nîmes Olympique nella stagione 1986-1987.

## Palmarès

### Club

#### Competizioni nazionali
- Campionato olandese: 1

AZ Alkmaar: 1980-1981
- Coppa dei Paesi Bassi: 3

AZ Alkmaar: 1977-1978, 1980-1981, 1981-1982